# سید عارف حسین
سید عارف حسین (انگلیسی: Syed Arif Hussain؛ زادهٔ ۲۵ آوریل ۱۹۸۹) بازیکن فوتبال اهل پاکستان است.
از باشگاه‌هایی که در آن بازی کرده است می‌توان به اشاره کرد.
وی همچنین در تیم ملی فوتبال پاکستان بازی کرده است.